# Rainer Spechtl
Rainer Spechtl (* 10. Dezember 1951 in Wien) ist ein  österreichischer Schauspieler und Sänger. Spechtl wurde bekannt durch seine diversen Film- und Fernsehauftritte wie z. B. in Wenn das die Nachbarn wüßten und Kaisermühlen Blues.

## Leben
Spechtl schloss nach seiner Matura ein Psychologiestudium ab. Ab 1976 begann er eine Schauspielausbildung an der Schauspielschule Krauss. Im Rahmen dieser Ausbildung absolvierte er auch eine Gesangsausbildung. Anschließend folgten zahlreiche Theaterproduktionen in Europa. Rainer Spechtl war dabei unter anderem am Theater in der Josefstadt, den Seefestspielen Mörbisch und bei den Bregenzer Festspielen tätig. Seit 2002 ist Rainer Spechtl Dozent für Schauspiel und Improvisation am Vienna Konservatorium. An diesem leitet er auch eine Schauspielklasse.

### Musik
Schon während der Schulzeit war Rainer Spechtl als Sänger bei verschiedenen Blues- und Jazzgruppen tätig. In diesen Gruppen waren auch Künstler wie Karl Ratzer, Peter Wolf und Christian Kolonovits. Privat wurde er von der amerikanischen Sängerin Victoria Williams unterrichtet. Neben seinen Tätigkeiten als Schauspieler und Lehrender tritt er mit seinem Bruder Claus Spechtl auch als Duo Spechtl & Spechtl auf. Die beiden Brüder arbeiteten zusammen an den Bluesprogrammen Wiener Blues und Blaulichtviertel. Im Jahr 2003 hat er eine CD mit dem Jazzpianisten Heinz „Birdy“ Vogl aufgenommen und anschließend mit diesem einige Konzerte gespielt.

## Filmografie (Auswahl)
- 1987: Mozart und Meisl
- 1989: Eis
- 1990: Nie im Leben
- 1990–1991: Wenn das die Nachbarn wüßten (Fernsehserie)
- 1992: Cappuccino Melange
- 1997–1999: Kaisermühlen Blues (Fernsehserie)
- 1999–2002: Kommissar Rex (Fernsehserie)
- 2005: Das beste Jahr meines Lebens
- 2006: Karo und der liebe Gott
- 2007: Tom Turbo (Fernsehserie)
- 2008: Polly Adler (Fernsehserie)
- 2008: Echte Wiener – Die Sackbauer-Saga
- 2010: Vitasek? (Fernsehserie)
- 2010: Echte Wiener 2 – Die Deppat’n und die Gspritzt’n
- 2010: A Place of Peace
- 2013: Wie wir leben wollen
- 2013: Wenn das Schwein zum Metzger wurde
- 2018: St. Josef am Berg
- 2022: Risse im Fundament

## Sprech- und Musiktheater (Auswahl)
- 1990–1995: Theater in der Josefstadt
- 1994: Seefestspiele Mörbisch
- 1998: Musicalfestspiele Amstetten
- 1999: Deutsches Landestheater in Bozen
- 2003–2004: Opernhaus Graz
- 2004: Bregenzer Festspiele
- 2012: Wiener Operettensommer
- 2012: Sommerfestspiele Stadl